# Yrozon
Yrozon  est une localité de l'ouest de la Côte d'Ivoire et appartenant au département de Duékoué, Région du Moyen Cavally. La localité de Yrozon  est un chef-lieu de commune.